# 尖瓣拉拉藤
尖瓣拉拉藤（学名：Galium acutum）为茜草科拉拉藤属下的一个种。

## 扩展阅读
- 維基物種上的相關：尖瓣拉拉藤